# Thrillington
Thrillington je klasické album Paula McCartneyho, které natočil pod smyšleným jménem Percy "Thrills" Thrillington. Vydáno bylo 29. dubna 1977 ve Spojeném království a 17. května 1977 v USA. Jedná se o instrumentální coververzi alba Ram. Album bylo natočeno už v roce 1971, ale McCartney se jeho vydání rozhodl odložit, protože v té době se svou ženou Lindou zakládal kapelu Wings. V roce 1995 a 2004 bylo album znovu vydáno na CD a 21. května 2012 jako součást deluxe edice Ram.

## Seznam skladeb
Všechny skladby napsali Paul McCartney a Linda McCartney, pokud není uvedeno jinak.

### Strana jedna
| Strana jedna | Strana jedna                | Strana jedna   | Strana jedna |
| Pořadí       | Název                       | Autor          | Délka        |
| ------------ | --------------------------- | -------------- | ------------ |
| 1.           | Too Many People             | Paul McCartney | 4:31         |
| 2.           | 3 Legs                      | Paul McCartney | 3:41         |
| 3.           | Ram On                      | Paul McCartney | 2:49         |
| 4.           | Dear Boy                    |                | 2:50         |
| 5.           | Uncle Albert/Admiral Halsey |                | 4:56         |
| 6.           | Smile Away                  | Paul McCartney | 4:39         |

| Strana dvě | Strana dvě              | Strana dvě     | Strana dvě |
| Pořadí     | Název                   | Autor          | Délka      |
| ---------- | ----------------------- | -------------- | ---------- |
| 7.         | Heart of the Country    |                | 2:27       |
| 8.         | Monkberry Moon Delight  |                | 4:36       |
| 9.         | Eat at Home             |                | 3:28       |
| 10.        | Long Haired Lady        |                | 5:44       |
| 11.        | The Back Seat of My Car | Paul McCartney | 4:51       |

## Sestava
- Richard Hewson – dirigent
- Vic Flick – kytary
- Herbie Flowers – baskytara
- Steve Grey – klavír
- Clem Cattini – bicí
- Jim Lawless – perkuse
- Chris Karan – guica
- The Mike Sammes Singers – doprovodné vokály
- Paul McCartney (Percy "Thrills" Thrillington) – produkce